# Gottfried Kaelble

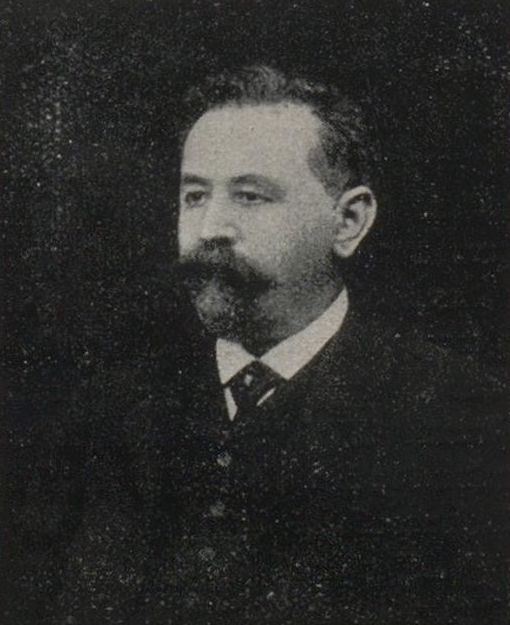
Gottfried Kaelble

Gottfried Kaelble (* 1848 als Gottfried Kälble in Kirchheim am Neckar; † 1911 in Backnang) war ein deutscher Maschinenschlosser, Unternehmer und Gründer des Unternehmens Kaelble.

## Jugend und Ausbildung
Kaelbles Familie stammte aus Kirchheim am Neckar und schrieb den Familiennamen ursprünglich Kälble.
Kaelble besuchte zunächst die Volksschule in Kirchheim am Neckar und absolvierte bei einem Wagner eine Lehre. Allerdings sagte ihm das Arbeiten mit Holz nicht sehr zu, er interessierte sich schon bald mehr für Maschinen und Eisenkonstruktionen. Deshalb ging er bei seinem älteren Bruder, der in Kirchheim eine mechanische Werkstatt gegründet hatte, in Lehre. Anschließend folgten einige Jahre Wanderschaft. Zu Beginn des Deutsch-Französischen Kriegs wurde Kälble 1870 zur Württembergischen Armee eingezogen und nahm an einigen Schlachten teil. Er wurde für seine Tapferkeit ausgezeichnet und konnte 1871 gesund in die Heimat zurückkehren.

## Unternehmer in Cannstatt
Im Jahr 1884 gründete Kaelble in Cannstatt eine kleine mechanische Werkstatt, die nur aus einer Hobelmaschine, einer Drehbank, einem Schraubstock und einer Schmiede bestand. Die gesamte Werkstatt wurde noch per Hand betrieben. Kälble befasste sich mit Reparaturen aller Art. Kunden waren zumeist Landwirte, aber auch aufstrebende Unternehmen aus der Lederindustrie. Kälble galt als fleißig und nahm nahezu jeden Auftrag an. Allerdings geriet das Unternehmen nach einer Dekade in wirtschaftliche Schwierigkeiten und Kälble musste 1894 Insolvenz anmelden.

## Neustart in Backnang
Mit dem Kapital seiner vermögenden Ehefrau Caroline Kaelble geborene Rau, einer gebürtigen Backnangerin, gelang Kälble 1895 ein Neuanfang. Die aufstrebenden Gerbereien in der Murr-Metropole versprachen gute Geschäfte. Am 13. April 1895 eröffnete Kälble eine Werkstätte in Backnang, die ganze Einrichtungen für Gerbereien herstellte und reparierte. 1895 änderte die Familie ihren Namen in Kaelble, vermutlich um einer internationalen Schreibweise gerecht zu werden. Im Jahr 1900 wurde eine eigene fahrbare Motor-Bandsäge konstruiert. 1906 stellte Kaelble seine erste Straßenzugmaschine vor. Es folgte ein fahrbarer Steinbrecher und 1907 der erste Kaelble-Lastkraftwagen, der auf einem umgebauten Automobil von Benz basierte. Ein erster Ackerschlepper entpuppte sich jedoch als wirtschaftlicher Fehlschlag, da dieser wegen einem zu hohen Eigengewicht für die heimischen Böden ungeeignet war. Von diesem Modell konnten lediglich 18 Stück verkauft werden. Dennoch entwickelte sich das Unternehmen gut. 1908 übergab Gottfried Kaelble es an seine Söhne Carl und Hermann Kaelble, außer denen das Ehepaar Kaelble neun weitere Kinder hatte. Das Unternehmen hatte zu dieser Zeit etwa 15 Mitarbeiter und wurde in eine oHG umgewandelt. Gottfried Kaelble starb 1911 an einem Herzschlag.